# Danaé
Pour les articles homonymes, voir Danaé (homonymie).
Dans la mythologie grecque, Danaé (en grec ancien Δανάη / Danáê), fille d'Acrisios (roi d'Argos) et d'Eurydice (fille de Lacédémon), est la mère de Persée.

## Mythe
Son père, Acrisios, l'emprisonne dans une tour d'airain quand un oracle lui prédit qu'il sera tué par son petit-fils. Zeus parvient toutefois à entrer dans la tour sous la forme d'une pluie d'or qui tomba sur la princesse. De cette union naît un fils, Persée. Courroucé, Acrisios met sa fille et son petit-fils dans un coffre qu'il jette à la dérive. Ceux-ci parviennent à Sérifos, où le roi Polydecte, épris de Danaé, tente de la forcer à l'épouser. Pour parvenir à éloigner Persée, potentielle menace à son mariage, il l'envoie combattre la Gorgone Méduse. Persée revient, après maintes aventures, vainqueur de Méduse. Avec la tête mortelle de la Gorgone, il change le roi en pierre et réussit à ramener sa mère à Argos. Elle finira emmurée vivante.
Virgile raconte qu'elle se rend plus tard en Italie où elle fonde la ville d'Ardée. Son petit-fils Turnus se dispute la main de Lavinia avec Énée. Danaé est également mentionnée dans les tragédies d'Eschyle, d'Euripide et de Sophocle (Antigone). Elle symbolise la terre souffrant de sécheresse et sur laquelle une pluie fertilisante descend du ciel.

## Représentations artistiques

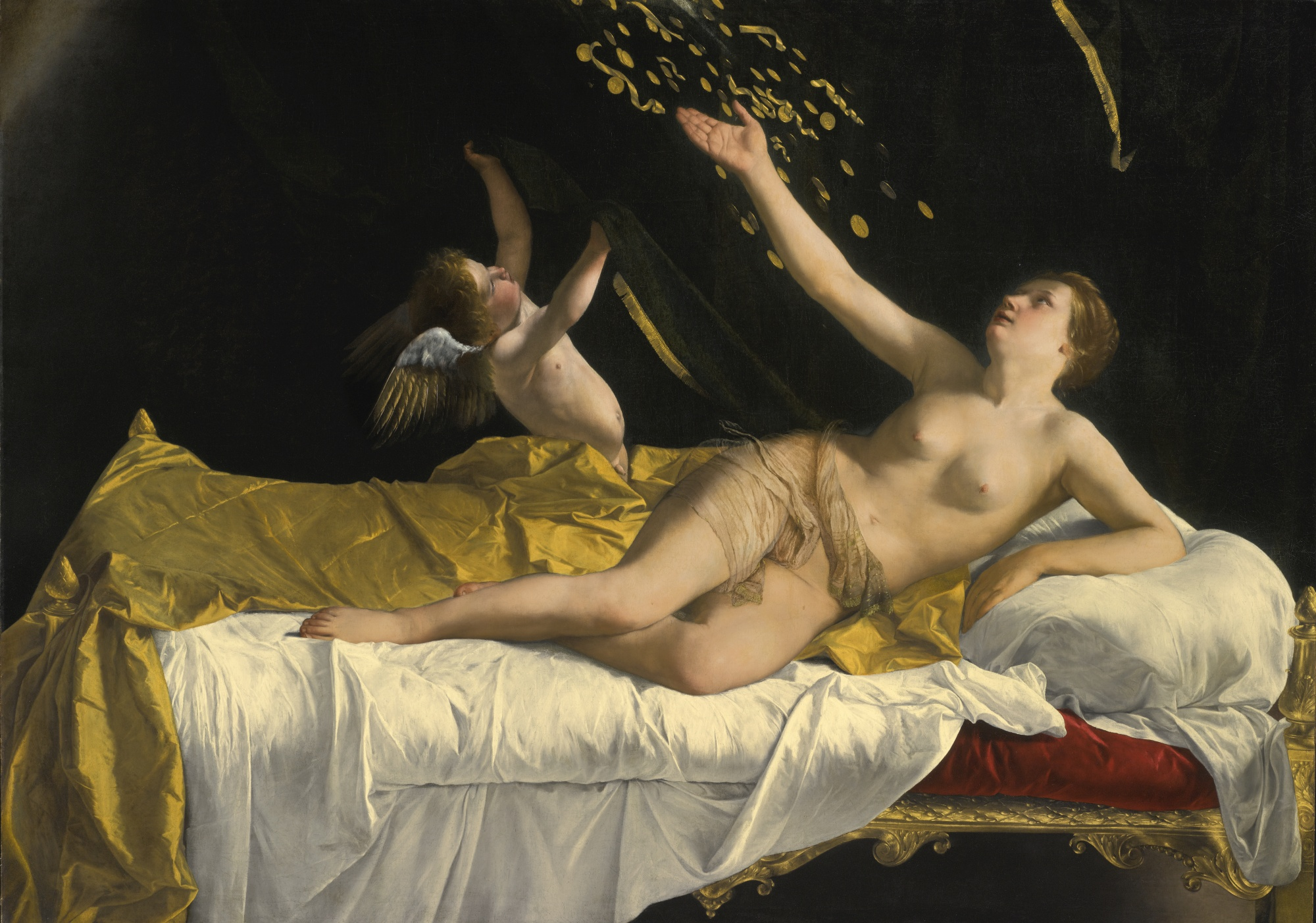
Orazio Gentileschi (1563–1639), Danaé et la pluie d'or (entre 1621 et 1623), Los Angeles, Getty Center.

- Danaé et le pêcheur Dictys, vers 50 ap. J.-C., fresque romaine à Pompéi, musée archéologique national de Naples.
- Danaé et son fils Persée, 1552, groupe en bronze de Benvenuto Cellini, Florence, musée national du Bargello.
- Le thème de la pluie d'or a été représenté par Mabuse (1527, Alte Pinakothek), par Le Corrège (Danaé, 1531, Galerie Borghèse), Titien (plusieurs versions : 1545, musée de Capodimonte de Naples, 1554, musée d'Histoire de l'art de Vienne et vers 1560, musée du Prado à Madrid), par le Tintoret (Danaé, vers 1570, musée des Beaux-Arts de Lyon), par Artemisia Gentileschi (1612, musée d'Art de Saint-Louis), par Orazio Gentileschi (vers 1621, Cleveland Museum of Art), par Rembrandt (1636, musée de l'Ermitage) et par Giambattista Tiepolo (vers 1736, université de Stockholm[1].
- À Fontainebleau, Le Primatice (1504-1570) a peint pour François Ier une Danaé. Le musée Condé de Chantilly conserve un dessin du maître sur le même sujet.
- Anne-Louis Girodet, Mademoiselle Lange en Danaé, 1799, Minneapolis Institute of Art, huile sur toile représentant une jeune femme dénudée recueillant dans un voile bleu des pièces d'or tombant du ciel. Il s'agit en fait d'un tableau satirique insistant sur le côté vénal d'une cliente mécontente d'une commande précédente. Girodet avait déjà, en 1798, peint une Danée exposée au Museum des Bildenden Kunsten de Leipzig[réf. nécessaire].
- Gustav Klimt a également représenté en 1907-1908 le thème de manière érotique, la pluie d'or se glissant entre les cuisses fléchies d'une jeune femme dénudée, son visage suggérant l'extase amoureuse. Le positionnement de l'héroïne dans une forme blanche ovoïde symbolise la fécondité.
- Die Liebe der Danae (L'Amour de Danaé) est un opéra de Richard Strauss composé en 1940, la répétition générale eut lieu en 1944 et la création officielle en 1952.
- En octobre 2007, à la suite d'une commande du musée du Louvre à Paris, Anselm Kiefer, peintre et sculpteur allemand, installe sa Danaé dans une des niches de l’escalier nord de la Cour carrée du Louvre, où elle forme la partie gauche d'un triptyque, qui comprend aussi Athanor (au centre) et Hortus conclusus (à droite).
- Lors de la Biennale de Venise de 2013, le pavillon russe met en scène le mythe de Danaé, en organisant une œuvre d'art interactive, dans laquelle de l'argent tombe du plafond dans une salle exiguë. Seules les femmes sont autorisées à y rentrer, afin de récolter les pièces d'or qui s'écoulent, et de les poser dans un seau qui les remonte à l'étage du pavillon. L'artiste Vadim Zakharov[2], à travers cette œuvre insolite, entend dénoncer ce qu'il considère comme les engrenages d'une société machiavélique, dans laquelle les hommes manipulent les femmes, au moyen de l'argent.
- Dans le chapitre 69 d’Aurélien de Louis Aragon, Blanchette est habillée par son mari Edmond Barbentane en Danaé, lors d'une grande fête déguisée chez Valmondois.

Le mythe de Danaé et la pluie d'or dans l'art
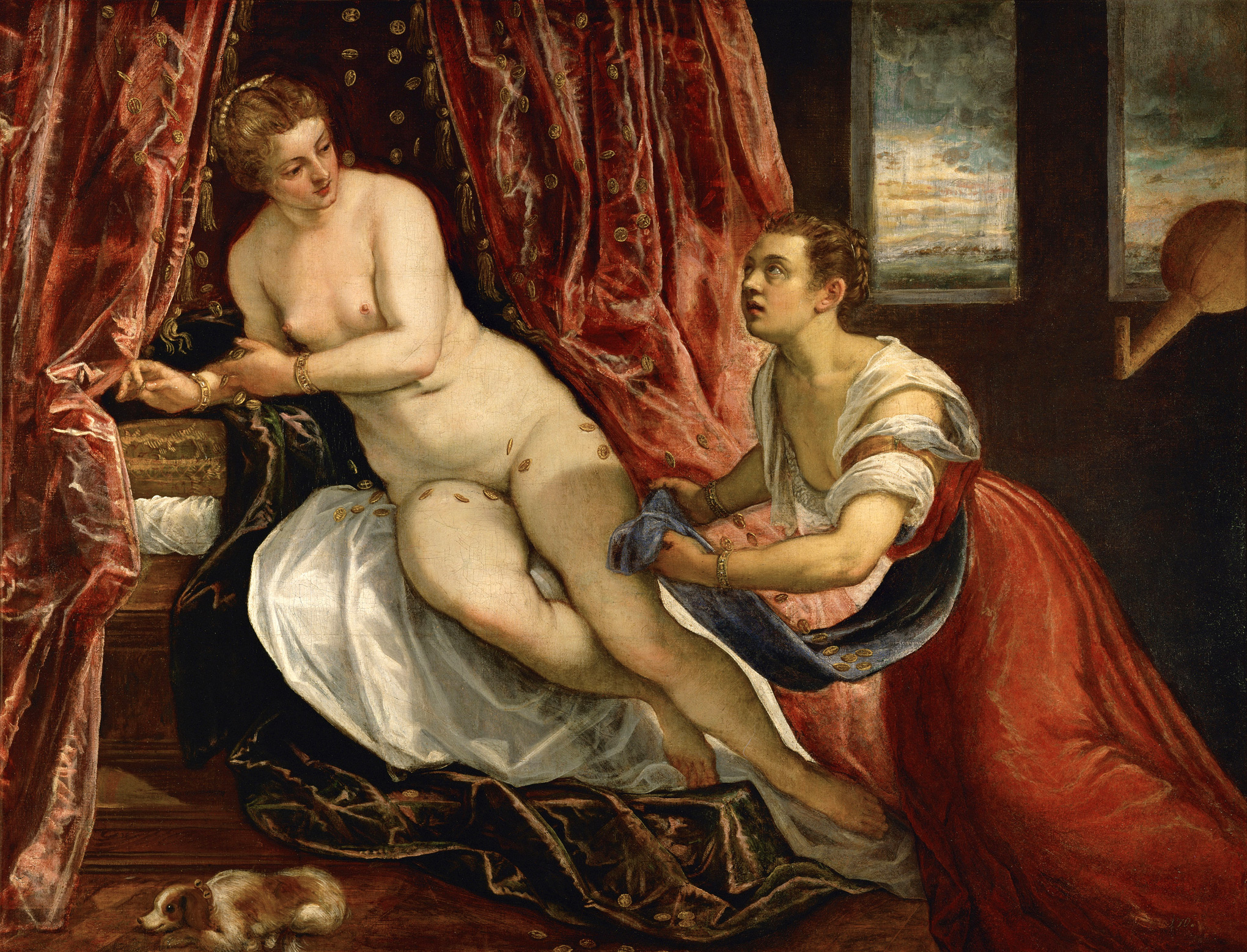
Le Tintoret, Danaé (vers 1570), musée des Beaux-Arts de Lyon.
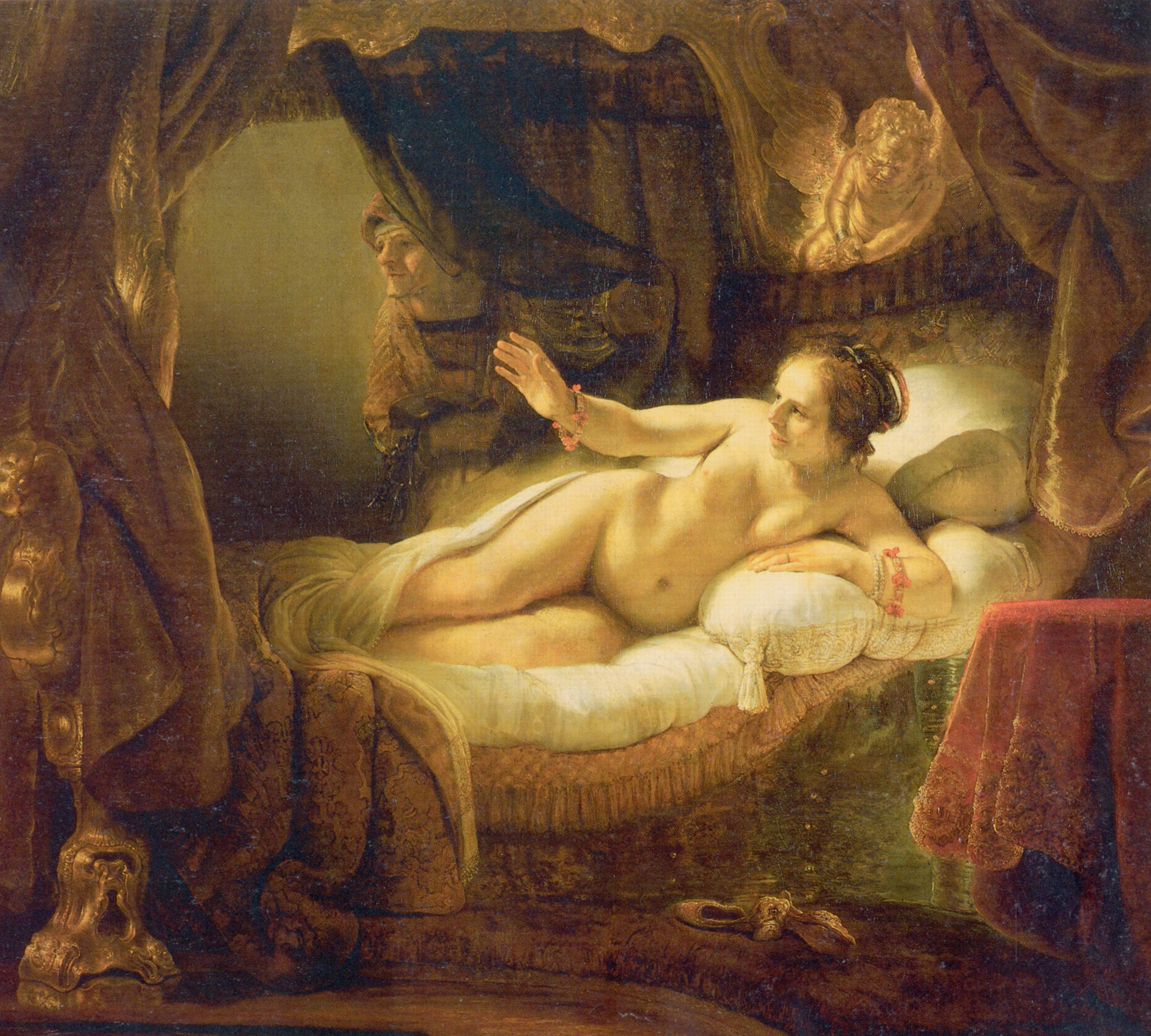
Rembrandt, Danaé (1636), Saint-Petersbourg, musée de l'Ermitage.
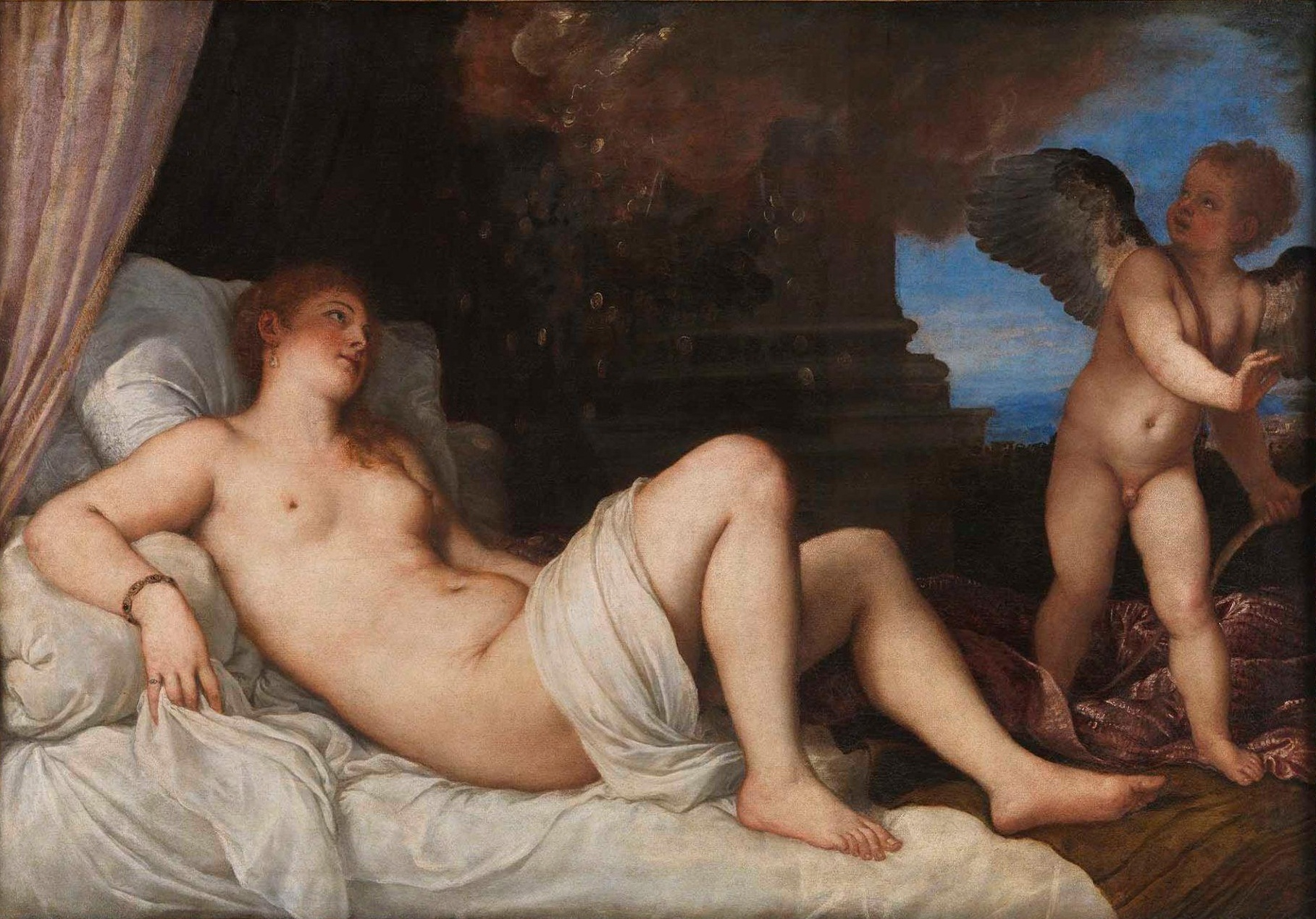
Titien, Danaé (1544), Naples, musée de Capodimonte.
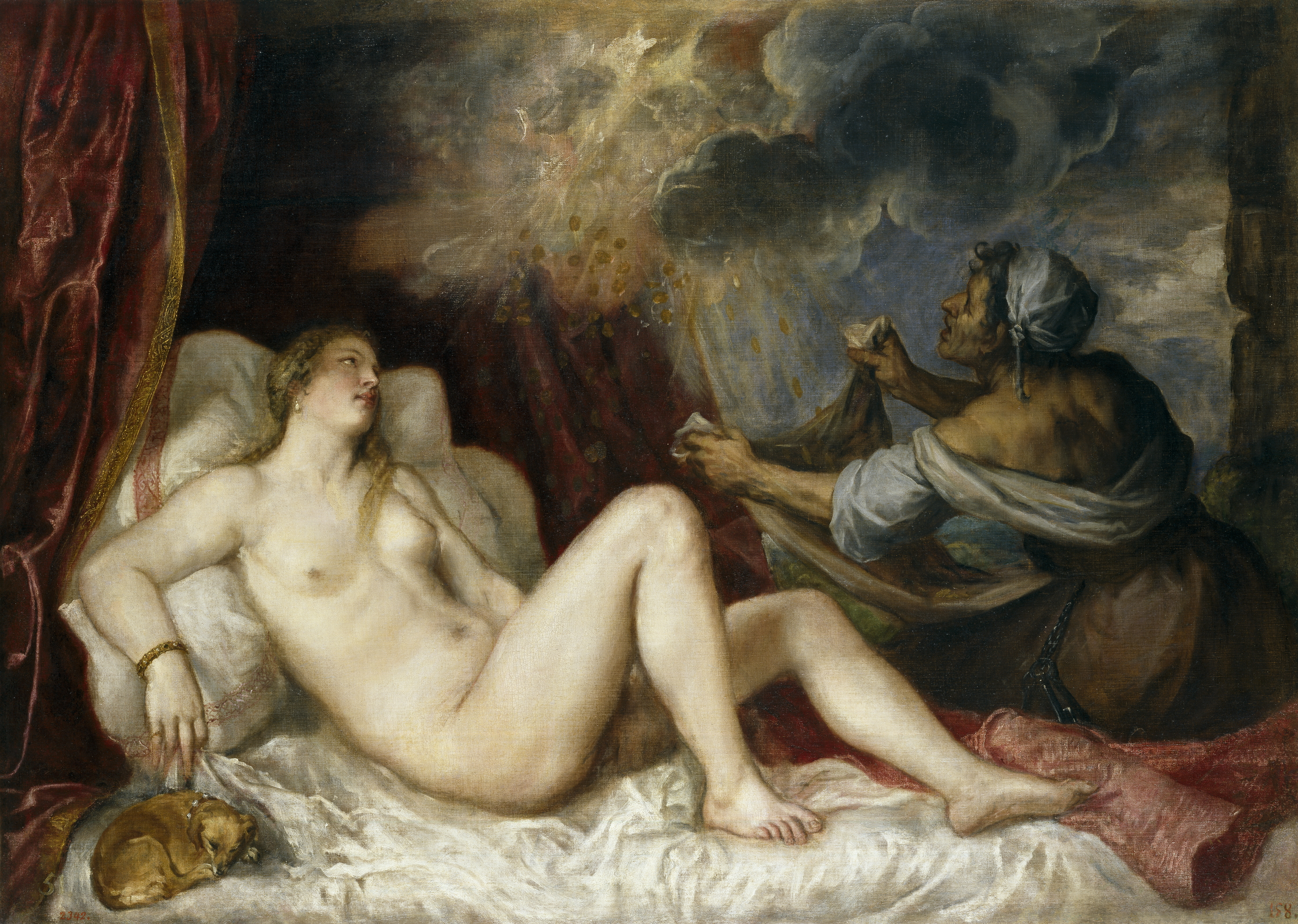
Titien, Danaé (vers 1560), Madrid, musée du Prado.
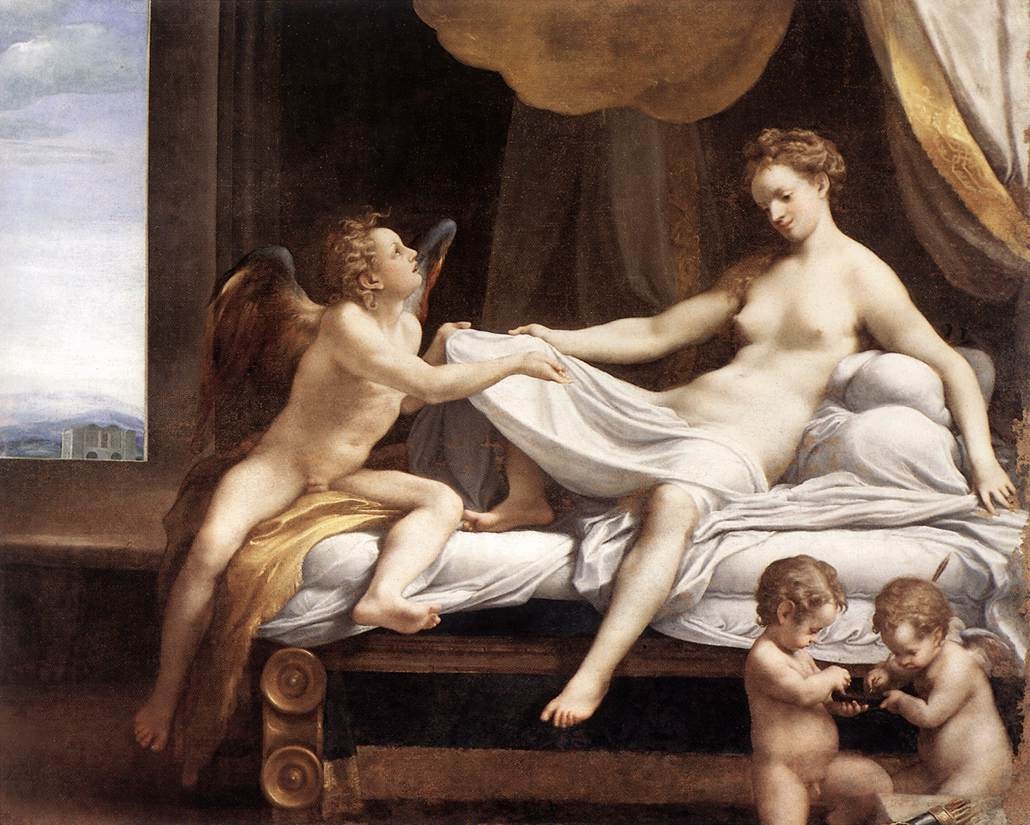
Correggio, Danaé (1531–1532), Rome, galerie Borghèse.
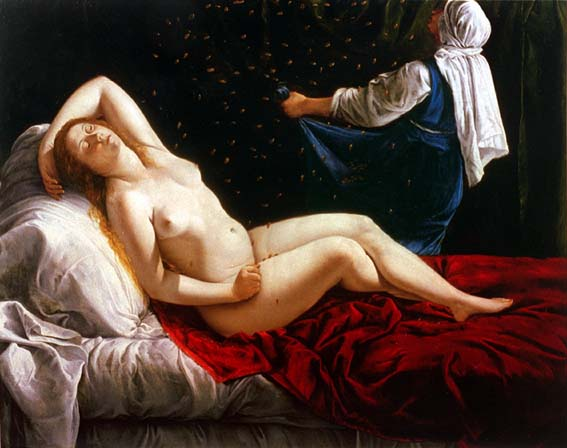
Artemisia Gentileschi, Danaé (vers 1612), musée d'Art de Saint-Louis.
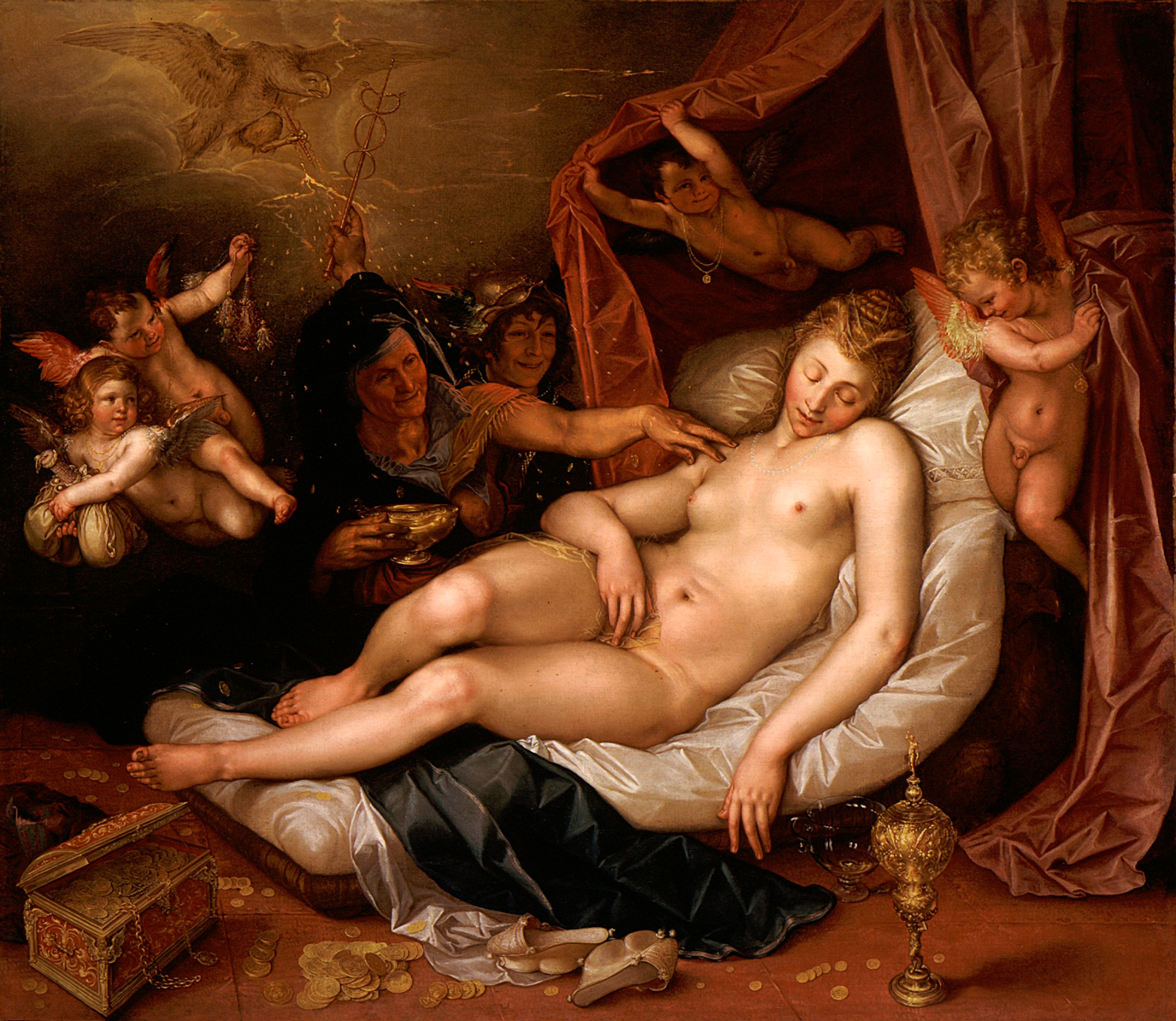
Hendrik Goltzius, Danaé (1603), musée d'Art du comté de Los Angeles.
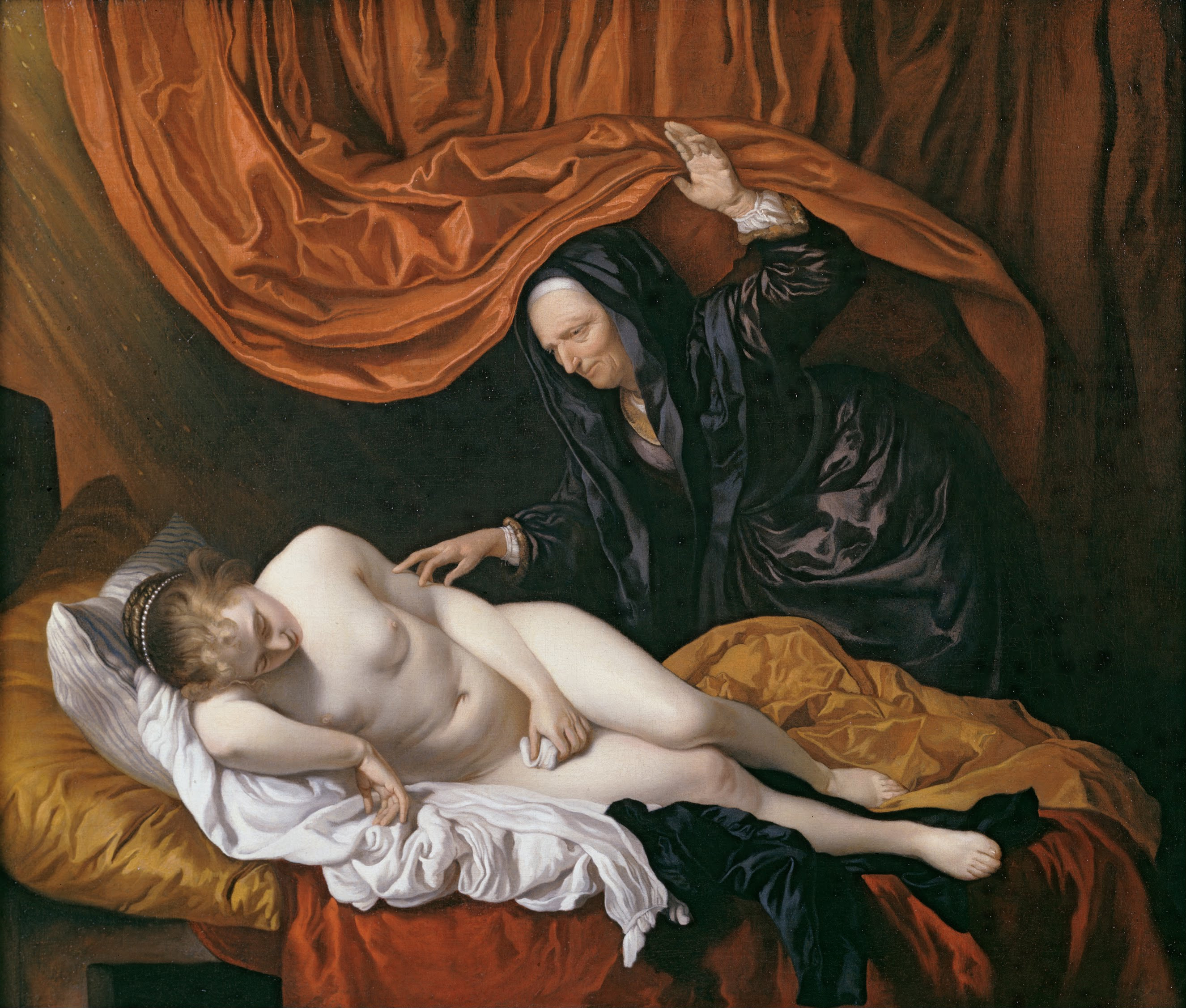
Jacob van Loo, Danaé (entre 1655 et 1660), collection Kremer.
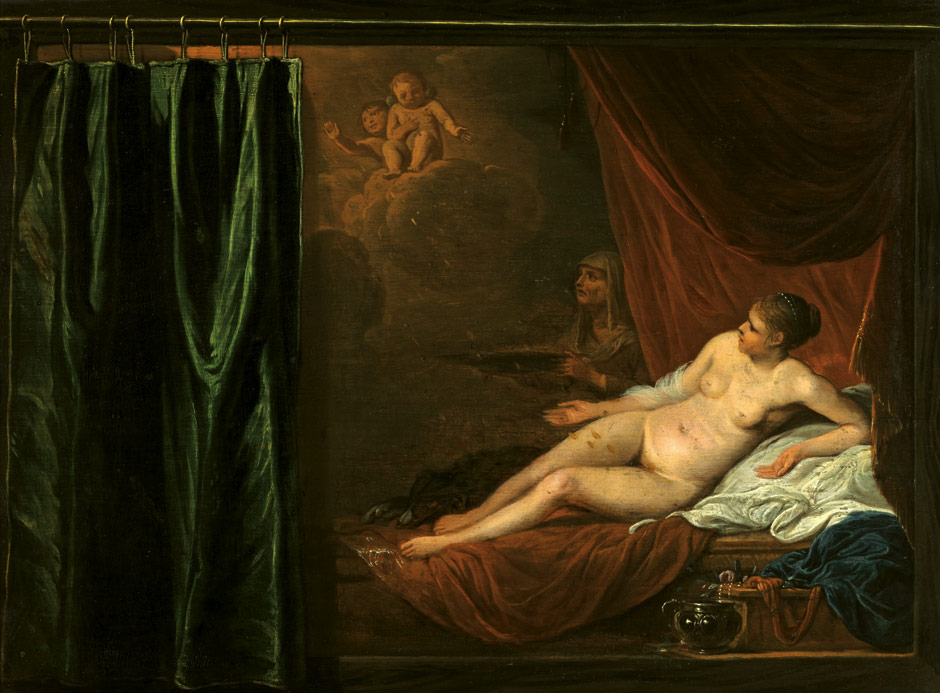
Anonyme, Danaé et la pluie d'or (XVIIe siècle), localisation inconnue.
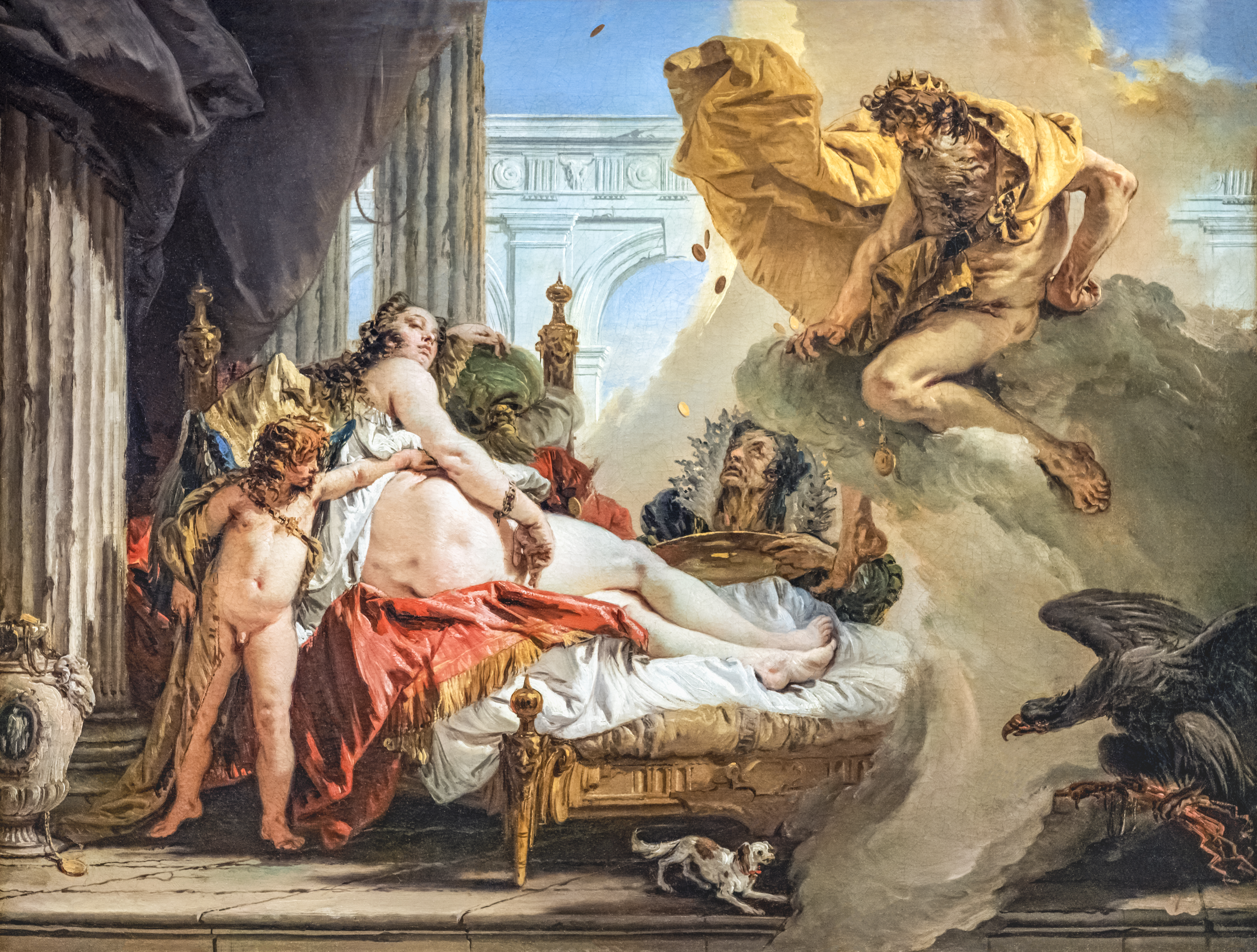
Giambattista Tiepolo, Danaé et Jupiter (1736), Stockholm, Universitet Konsthistoriska Institutionen.
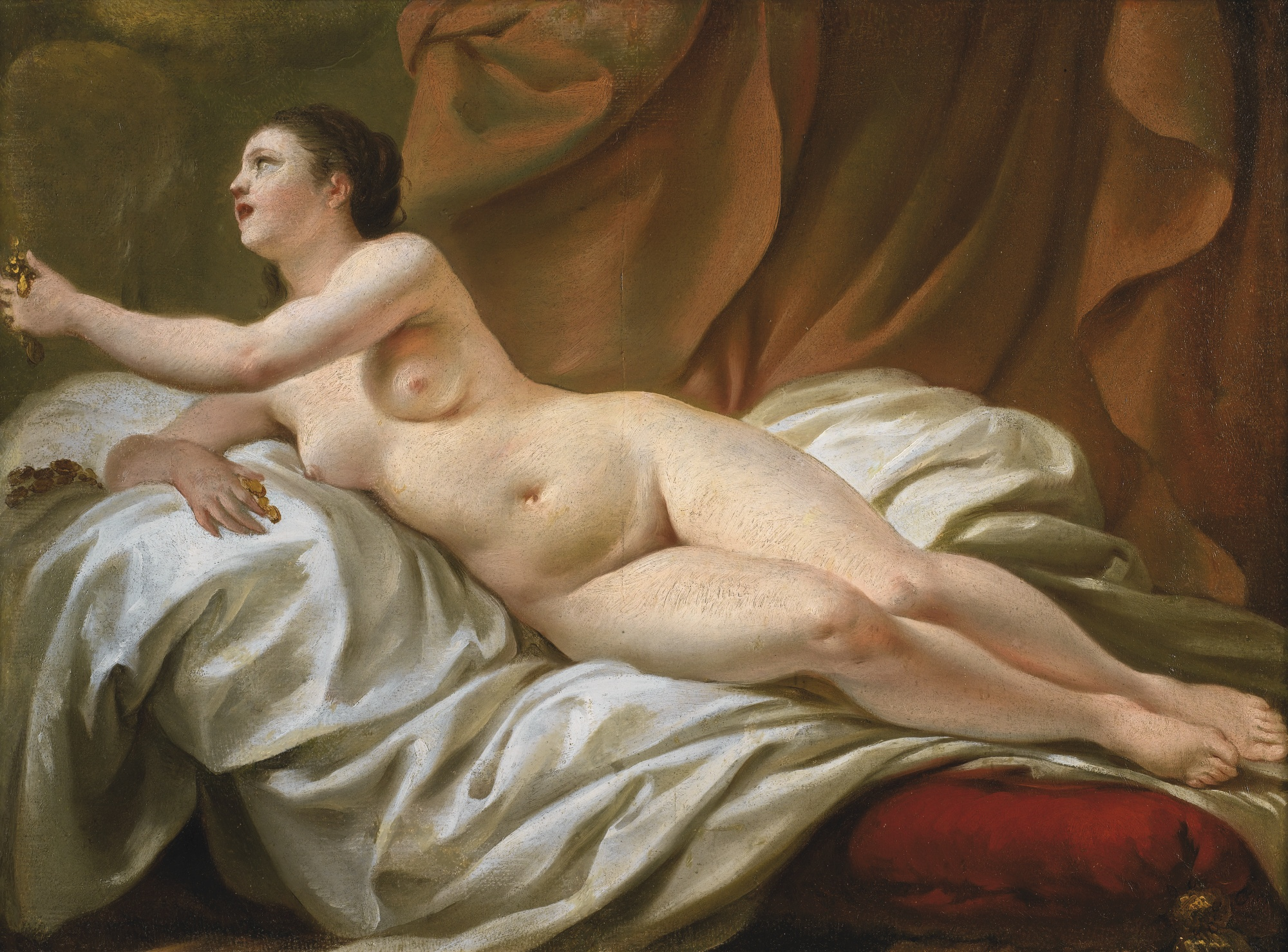
Jean-Baptiste-Marie Pierre, Danaé (XVIIIe siècle), localisation inconnue.
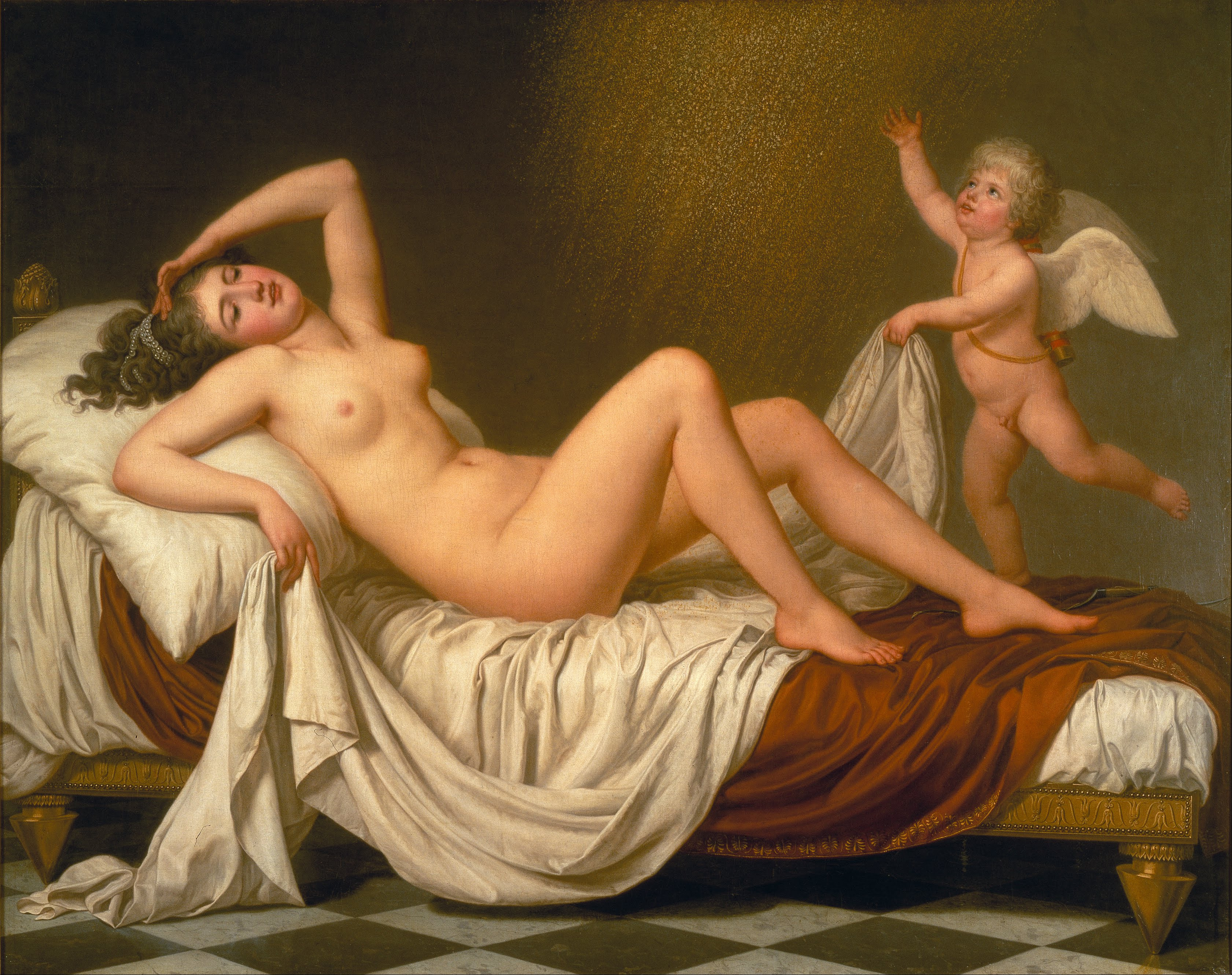
Adolf Ulrik Wertmüller, Danaé et la pluie d'or (1787), Stockholm, Nationalmuseum.
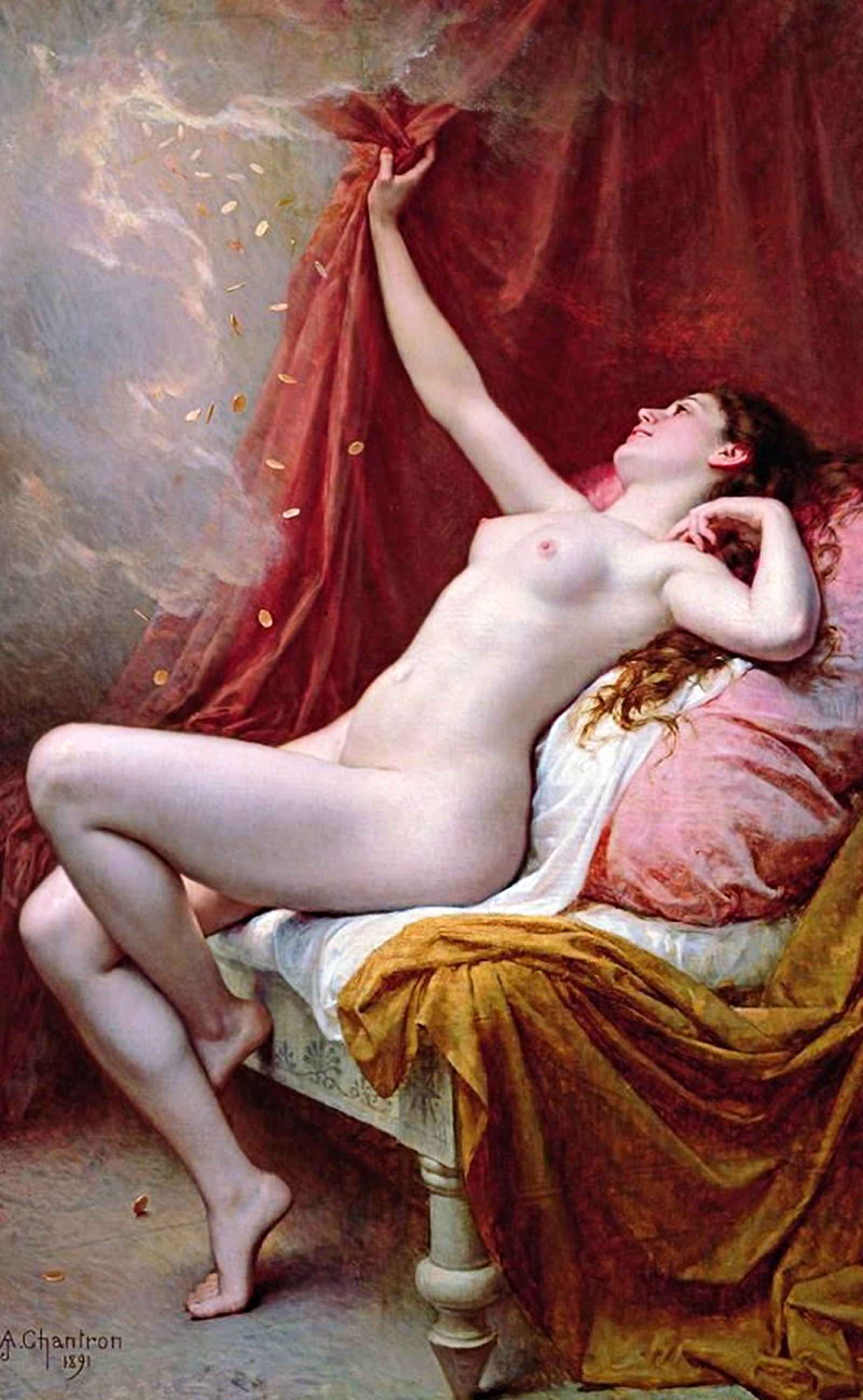
Alexandre-Jacques Chantron, Danaé (1891), musée des Beaux-Arts de Rennes.
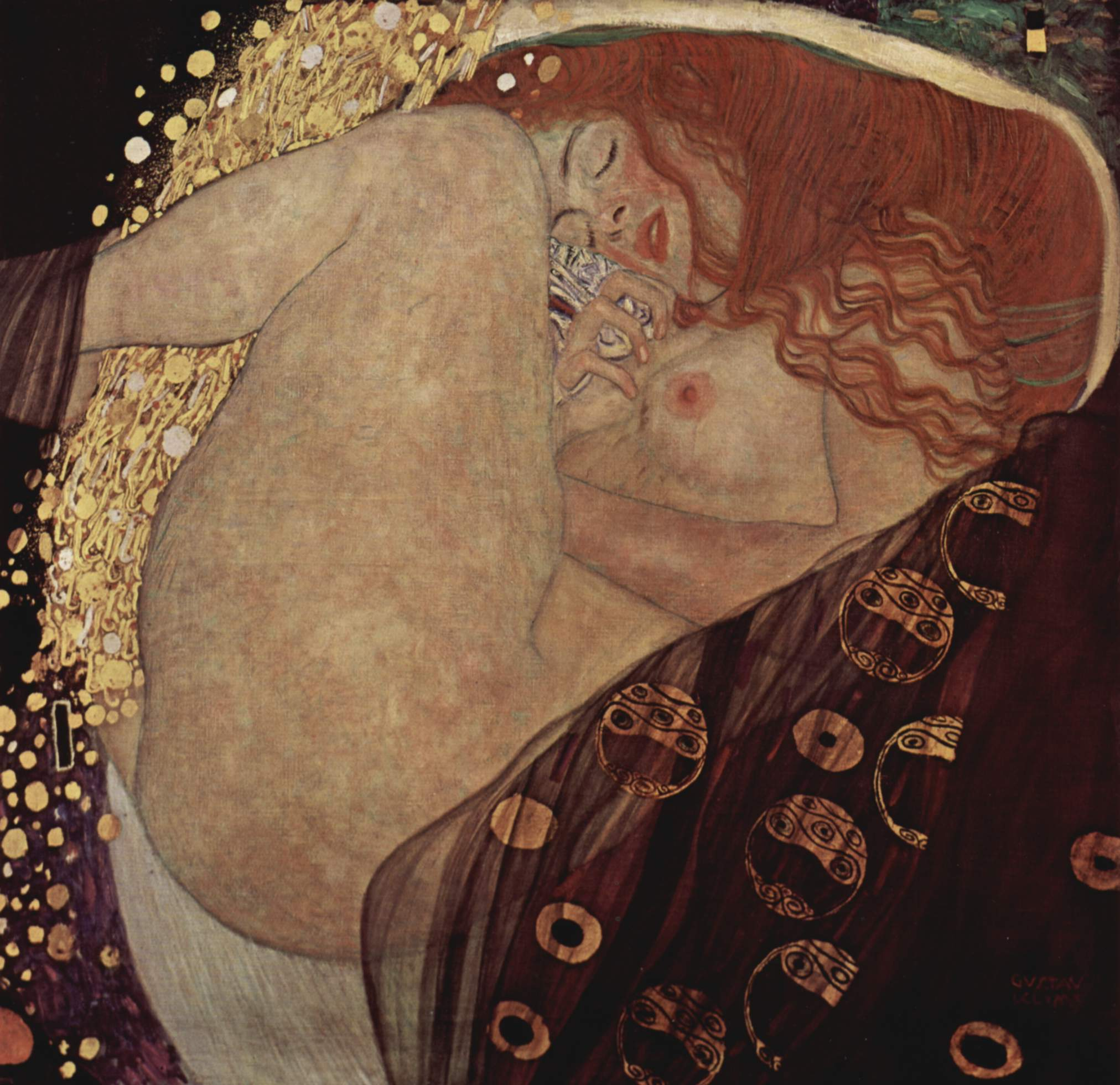
Gustav Klimt, Danaé (1907), Vienne, musée Leopold.
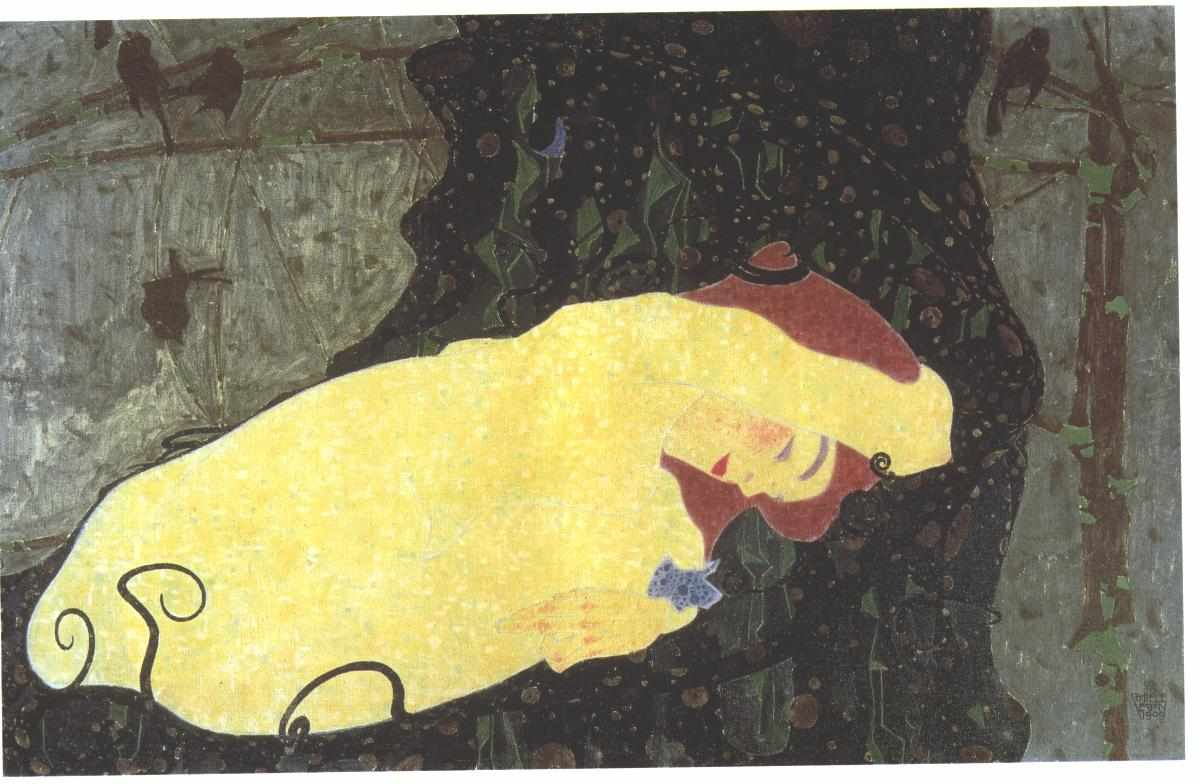
Egon Schiele, Danaé (1909), localisation inconnue.
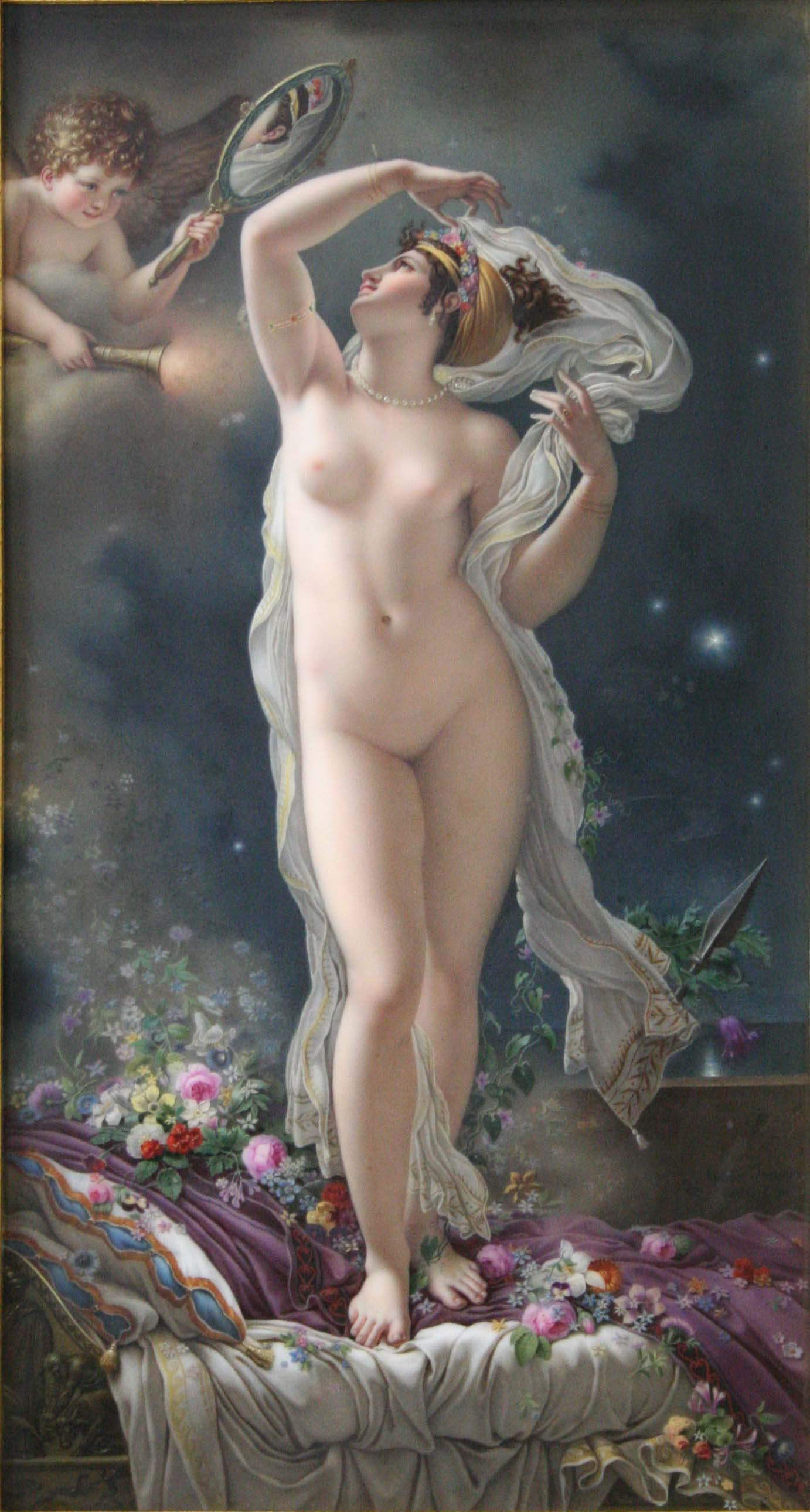
Marie-Victoire Jaquotot, Danaé  (1827), Montpellier, Musée Fabre.